# Liste der Monuments historiques in Puisseguin
Die Liste der Monuments historiques in Puisseguin führt die Monuments historiques in der französischen Gemeinde Puisseguin auf.

## Liste der Bauwerke
| Bezeichnung      | Beschreibung | Standort | Kennzeichnung | Schutzstatus | Datum | Bild           |
| ---------------- | ------------ | -------- | ------------- | ------------ | ----- | -------------- |
| Schloss Monbadon |              | (Lage)   | PA00083633    | Inscrit      | 1964  | weitere Bilder |
| Kirche St-Martin |              | (Lage)   | PA00083634    | Inscrit      | 1925  | weitere Bilder |
| Kirche St-Pierre |              | (Lage)   | PA00083687    | Classé       | 1914  | weitere Bilder |

## Liste der Objekte
- Monuments historiques (Objekte) in Puisseguin in der Base Palissy des französischen Kultusministeriums